# واکسن طاعون
واکسن طاعون واکسنی مورد استفاده علیه باکتری یرسینیا پستیس برای جلوگیری و پیشگیری از ابتلا به طاعون است. واکسن‌های غیرفعال شدهٔ باکتریایی از سال ۱۸۹۰ مورد استفاده قرار گرفته‌اند اما در برابر عوارض تنفسی طاعون چندان مؤثر نیستند؛ بنابراین واکسن‌های زنده و ضعیف شده و گروه واکسن‌های پروتئین نوترکیب برای واکسیناسیون و جلوگیری از این بیماری تولید شده‌اند.
اولین واکسن طاعون توسط باکتری‌شناس یهودی والدمار هافکین در سال ۱۸۹۷ ساخته شد. وی این واکسن را روی خودش آزمایش کرد تا ثابت کند که واکسن بی خطر است. بعداً، هافکین برنامه تزریق گسترده‌ای را در هند بریتانیا انجام داد و تخمین زده می‌شود که ۲۶ میلیون دوز از واکسن هافکین از سال ۱۸۹۷ تا ۱۹۲۵ به بمبئی ارسال شده و این واکسیناسیون در آن منطقه توانست میزان مرگ و میر طاعون را ۵۰٪ -۸۵٪ کاهش دهد.